# NGC 6912
NGC 6912 est une galaxie spirale barrée située dans la constellation du Capricorne. Sa vitesse par rapport au fond diffus cosmologique est de 6 721 ± 19 km/s, ce qui correspond à une distance de Hubble de 99,1 ± 6,9 Mpc (∼323 millions d'al). NGC 6912 a été découverte par l'astronome américain Edward Singleton Holden en 1881.
La classe de luminosité de NGC 6912 est II et elle présente une large raie HI. Selon la base de données Simbad, NGC 6912 est une galaxie à noyau actif.
À ce jour, une mesure non basée sur le décalage vers le rouge (redshift) donne une distance d'environ 4,590 Mpc (∼15 millions d'al). Cette valeur est sans aucun doute loin de la distance réelle de cette galaxie, mais la base de données NASA/IPAC utilise toujours les distances indépendantes pour calculer le diamètre des galaxies.

## Supernova
La supernova SN 2009dp a été découverte dans NGC 6912 le 23 mai 2009 par l'astronome amateur sud africain Berto Monard. Cette supernova était de type Ib/c.